# Курское водохранилище (Курчатовский район)
Ку́рское водохранилище (Курча́товское водохранилище) — непроточное водохранилище в Курчатовском районе Курской области России.
Расположено в г. Курчатове Курской области, в пойменной зоне левобережья реки Сейм, в 40 км от г. Курска. Используется, прежде всего, для обеспечения работы местной атомной электростанции, — для охлаждения реакторов первой и второй очередей крупнейшего в области генератора электроэнергии, работающего на принципе ядерной реакции.
Создано и пущено в эксплуатацию в 1976‒1977 гг. (по другим данным год ввода в эксплуатацию 1975). При этом река Сейм была отведена от водоёма по искусственному каналу. Уровень воды в водоёме поддерживается с помощью специальной насосной станции.
Полный проектный объём водохранилища 94,6 млн м³, площадь водного зеркала ‒ 21,5 км², длина — 8,7 км, максимальная ширина — 3,5 км, средняя глубина — 4 м. Расположено на высоте 153,3 метра над уровнем моря.
За состоянием водохранилища, как важнейшего элемента технологической цепочки производства электроэнергии путём ядерной реакции, наблюдает специальное подразделение электростанции — гидротехнический цех Курской АЭС. Специалисты следят за показателями температуры, объёма и качества воды, а также качества и количества биомассы, предпринимают меры по стабилизации их баланса. В жаркие летние дни относительно мелкое водохранилище опасно нагревается, вследствие чего массово гибнет обширный органический слой, создавая дополнительную нагрузку на системы охлаждения реакторов. Управление параметрами водохранилища, таким образом, становится важнейшей частью системы безопасности Курской АЭС.
В зимнее время года вода в водохранилище частично замерзает только в сильный мороз, создавая благоприятные условия для существования и размножения местной фауны и флоры. Водоём стал местом для гнездования или зимовки более чем ста видов водоплавающих птиц; среди них — лебеди-кликуны, кряквы, камышницы, таёжные утки, лысухи, гагары; есть и редкие виды, например, — усатые синицы, некоторые виды крачек;
в водах водохранилища водятся плотва, ёрш, щука, густерой, судак, лещ, язь, карась, краснопёрка, уклейка, елец. Также, для борьбы с придонной органикой, в водоём была запущены экзотические для этих мест тиляпия, чёрный и белый амур, толстолобик, сазан;
фитопланктон представляют 363 вида: диатомовых — 128, зелёных — 156, сине-зелёных — 54, эвгленовых — 15, пирофитовых — 6, золотистых — 2, жёлто-зелёных — 2 вида. В то же время высшая водная растительность представлена тростником, рогозом, рдестами, урутью.
Сложившаяся экосистема Курчатовского водохранилища, при этом, находится под растущим давлением антропогенных факторов. Самым вредным из них является наличие сточных бытовых и хозяйственных вод, приводящее к сокращению видового разнообразия, появлению и размножению инвазивных растений, таких как нитяные водоросли и роголистник. Также вредит водоёму неорганизованное использование жителями прибрежной зоны.
Курчатовское водохранилище — один из крупнейших водоёмов Курской области. Создававшийся как необходимый элемент охлаждения в технологической цепочке при производстве электроэнергии, водоём со временем стал и необходимым элементом городской среды, излюбленным местом рыбалки и отдыха жителей города Курчатова и их гостей.